# 吹泥垫地
吹泥墊地是指一種人工填造陸地的方法，經常在河道清淤和填海造地的工程中使用。

## 方法
一般進行時會使用大型吹泥船停在河邊，使用水泵和泥漿泵可將泥駁中的泥土稀釋，再用一條巨大的管道伸到要吹填的區域（一般是指坑窪的荒地），地上已經用土堤或泥漿板所填區域围好。機器開動後，混著水的泥漿一齊被沖進了圍成的土堤當中，待填滿後，工作人員將管道撤走，再放到下一個區域吹填。

## 事例
20世紀初的天津海河疏浚工程和租界建設初期就大量使用此種方法。
海河第一次裁彎清淤工程，從新河道河床和裁彎處挖出的淤泥被運到英租界擴展地，墊成了今日五大道。據考察，海河兩岸的河東區、河西區、和平區的大部分低窪地區都是依靠海河泥沙填高的地面，例如吹填英租界達520萬立方米，平均墊高1.4米，德租界為181萬立方米，墊高2.6米。
2008年6月18日開始的中新天津生態城吹填工程依舊使用該方法。工程面積約122萬平方米，吹填土方約330萬立方米，預計於2009年7月完工，到時這裡將變為為面積為122萬平方米的建設用地。該工程還採用了盲管疏乾的專利技術進行疏乾，可使吹填地塊在6個月內達到填土的技術標準。而傳統吹填再自然晾曬，需2—3年的固結時間。吹填和疏乾的綜合造價，低於購土填墊20%。天津市水利局將利用水務方面的經驗和優勢，為生態城建設提供技術支持，利用永定新河河道疏浚清淤的機會，向生態城提供符合環保要求的吹填用泥，並應用成熟可靠的吹填造陸技術，支持生態城的土地平整工作。

## 相關主題
- 海河
- 裁彎取直
- 五大道